# Carlos Antônio Napion
Carlo Antonio Galeani Napione (Torí, 30 d'octubre de 1757 - Rio de Janeiro, 22 de juny de 1814), va ser un enginyer que es va convertir en general de l'exèrcit portuguès a Brasil. Va posar en marxa la indústria necessària per crear materials de guerra en aquell país.

## Militar
Carlo Antonio Maria di Galleani Napione Coconato, més conegut per la forma portuguesa Carlos Antônio Napion, va néixer a Torí, al Piemont (Itàlia), el 30 d'octubre de 1757. Es va unir a l'exèrcit del Piemont als 14 anys. Durant la major part de la seva carrera va estudiar química i metal·lúrgia, així com les seves aplicacions militars. Es va especialitzar en l'artilleria i va arribar al rang de major.
L'any 1800 l'exèrcit francès va ocupar el Piemont després de la batalla de Marengo i Napion es va traslladar a Portugal. Basant-se en la seva experiència, el 26 d'agost de 1800 Rodrigo de Sousa Coutinho el va convidar a unir-se a l'exèrcit de Portugal per reorganitzar l'artilleria de l'exèrcit. En 1807 va ser ascendit a brigadier i es va convertir en inspector reial de l'exèrcit i dels tallers i laboratoris militars. Ja al Brasil, Napion va aconseguir el rang de tinent general, el rang més alt del país en aquell moment.
Es va convertir en l'autoritat principal de la tecnologia militar de l'època, amb el ple suport Príncep Regent Dom João. Carlos Antônio Napion va morir el 22 de juny de 1814 mentre ocupava el càrrec de president de la junta directiva de la Reial Acadèmia Militar de Brasil, membre del Consell Suprem Militar, inspector de la Real Fàbrica de Ferro de Lagoa Rodrigo de Freitas i Inspector General del Consell Reial de l'Arsenal, les fàbriques i les foses.

## Mineralogia
En els seus anys a Itàlia va ser major inspector de mines de Sardenya abans de convertir-se cap al 1795 en director del laboratori de metal·lúrgia de l'Escola de Mineralogia de Torí. Va compartir un interès per la ciència amb José Bonifácio d'Andrada, i va acompanyar Andrada aquest any en una exploració mineralògica per Estremadura i Beira, en els seus anys a Portugal. Un cop al Brasil, va acompanyar a José Bonifácio i al seu germà Martim Francisco Ribeiro d'Andrada en les seves exploracions mineralògiques per la província de São Paulo. L'any 1797 va donar el nom a la fluorita, del llatí fluere, fluir, un mineral descobert uns dos-cents cinquanta anys abans.